# Hrabstwo Garza

Piramida wieku hrabstwa

Hrabstwo Garza – hrabstwo położone w USA, w stanie Teksas. Utworzone w 1876 r. Według danych z 2023 liczy 4517 mieszkańców (w tym 40,8% to kobiety). Siedzibą hrabstwa jest miasteczko Post. Hrabstwo osuszane jest przez gęstą, okresową sieć rzeczną uchodzącą do rzeki Brazos.
Wydobycie ropy naftowej, uprawa bawełny i hodowla koni to podstawowe działalności gospodarcze. 

## Sąsiednie hrabstwa
- Hrabstwo Crosby (północ)
- Hrabstwo Dickens (północny wschód)
- Hrabstwo Kent (wschód)
- Hrabstwo Scurry (południowy wschód)
- Hrabstwo Borden (południe)
- Hrabstwo Lynn (zachód)
- Hrabstwo Lubbock (północny zachód)

## Demografia
- 53,4% mieszkańców to Latynosi[1],
- 16,6% osób urodziło się poza granicami USA[1],
- w latach 2000–2010 populacja wzrosła o 32,6%, następnie w latach 2010–2020 spadła o 10% i w latach 2020–2023 spadła o 22,3%[1],
- 18,9% mieszkańców to katolicy[5].